# Cathlathlala
Cathlathlala (Cathlathlalla, Cathlathlalas), pleme ili jedna od šest skupina Watlala ili Dog River Indijanaca, porodica chinookan, koji su živjeli podno planina Cascades u Oregonu. Ovo pleme Lewis i Clark ne spominju. 
Prema istraživaču Robertu Stuartu, sinu Charlesa Napiera Sturta, imali su 150 ratnika.